# Канадські Скелясті гори

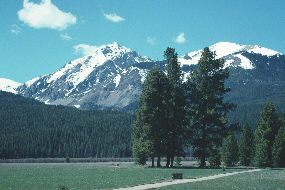
Скелясті гори, Альберта, Канада

Кана́дські Скеля́сті го́ри — назва великої вервечки Скелястих гір зі своєрідним кліматичним і природним ландшафтом, які простягаються територією Канади, — завдяки чому і стали популярним туристичним місцем. Кордон Канадських скелястих гір збігається зі спільним кордоном канадських провінцій Альберта і Британська Колумбія, а також штатів Айдахо і Монтана на півночі США. Північний край гір лежить на Ліардському плоскогір'ї (англ. Liard Plain) у Британській Колумбії.
Усупереч загальноприйнятій думці, Скелясті гори не простягаються ні до провінції Юкон штату Аляска, ні до півночі річки Ліард, які не є частиною Скелястих гір. Гори на захід Монтани — це також окремий кряж, який не є частиною Скелястих гір.